# Ульяновськ-Баратаєвка
Ульяновськ-Баратаєвка (рос. Ульяновск-Баратаевка) — аеропорт в Росії, розташований за 9 км SW від Ульяновська. Використовується як цивільна/транспортна база.
До кінця холодної війни тут базувався окремий військово-транспортний авіаційний полк, оснащений літаками Іл-76 та Ан-22.
Ульяновський авіаційний музей знаходиться поруч з аеропортом, експозиція включає надзвуковий літак Ту-144 (реєстраційний номер. СРСР-77110).

## Приймаємі типи суден
Аеропорт може прийняти такі типи літаків: Boeing-737-500, Airbus A320, Ан: -12, -22, 24, -26, -30, 32, -72, -74, -124, -140, Ил: -18, -62, -76, -86, -96, -114, Як: -40, -42, Ту: -134, -154, -204, -214 та кл.нижче, CRJ-200, Sukhoi Superjet 100, McDonnell Douglas: -81, -82, -83, -87, -88, -90, -95. Вертольоти всіх типів.

## Авіакомпанії і напрямки, лютий 2021
| Авіакомпанія       | Пункт призначення                             |
| ------------------ | --------------------------------------------- |
| Aeroflot           | Москва-Шереметьєво                            |
| Azur Air           | Сезонний чартер: Анталія                      |
| Pegas Fly          | Сезонний: Сімферополь                         |
| Pobeda             | Москва-Внуково Сезонний: Сочі                 |
| Red Wings Airlines | Сезонний чартер: Анталія                      |
| Royal Flight       | Сезонний чартер: Анталія                      |
| RusLine            | Москва-Внуково Сезонний: Сочі                 |
| S7 Airlines        | Москва-Домодєдово, Новосибірськ, Ст Петербург |